# Ельцах
Ельцах (нім. Elzach) — місто в Німеччині, знаходиться в землі Баден-Вюртемберг. Підпорядковується адміністративному округу Фрайбург. Входить до складу району Еммендінген.
Площа — 75,28 км2. Населення становить 7322 ос. (станом на 31 грудня 2020).